# Dansk Folkeparti
 For alternative betydninger, se Dansk Folkeparti (flertydig). (Se også artikler, som begynder med Dansk Folkeparti)
Dansk Folkeparti (DF) er et dansk politisk parti, der blev stiftet i 1995 af fire udbrydere fra Fremskridtspartiet. Partiets ideologi betegnes som nationalkonservativ, socialkonservativ og højrepopulistisk.
Dansk Folkeparti placerer sig med en indvandringsskeptisk linje til højre på det politiske spektrum, mens partiets værn om dele af velfærdsstaten placerer dem på midten af den fordelingspolitiske dimension. Partiets leder har siden 23. januar 2022 været Morten Messerschmidt.
Partiets officielle ungdomsorganisation hedder Dansk Folkepartis Ungdom. Dansk Folkeparti indgår i Europaparlamentet i den euroskeptiske Patrioter for Europa. Siden februar 2023 har Dansk Folkeparti, med syv mandater, været Folketingets 9. største parti.

## Historie

### Stiftelsen 1995
Dansk Folkeparti blev stiftet af Pia Kjærsgaard og hendes tre tilhængere i Fremskridtspartiets folketingsgruppe Kristian Thulesen Dahl, Poul Nødgaard og Ole Donner som kulminationen på en årelang strid i dette parti om den politiske linje mellem "strammere" og "slappere". Selve stiftelsen fandt sted på Christiansborg den 6. oktober 1995, efter at Kjærsgaard og hendes tilhængere havde tabt en afgørende afstemning i Fremskridtspartiet. Landsorganisationen holdt sit stiftende møde den 27. april 1996. Pia Kjærsgaard var fra grundlæggelsen og frem til 15. september 2012 formand for partiet. Partiet var allerede ved stiftelsen repræsenteret med fire medlemmer i Folketinget. Det nye parti lagde afstand til nogle af Fremskridtspartiets mest ultraliberalistiske traditioner og andre af dette partis provokatoriske elementer. Det markerede en nationalistisk linje med flittig symbolsk brug af Dannebrog, en stærkt kritisk linje i indvandrerpolitikken og modstand imod europæisk integration. Organisatorisk havde partiet fra begyndelsen en usædvanlig høj grad af topstyring, da det ikke ville tolerere interne konflikter og uenigheder om den officielle strategi.

### Tiden indtil 2012
I løbet af få år overtog partiet Fremskridtspartiets tidligere rolle på pladsen til højre for de traditionelle borgerlige partier. I partiets første folketingsvalg den 11. marts 1998 opnåede det 7,4 % af stemmerne og 13 mandater i Folketinget. En vælgervandringsanalyse fra 1999 pegede på, at vælgerne især kom fra det tidligere Fremskridtsparti og fra Socialdemokratiet. Ved Europa-parlamentsvalget året efter blev den tidligere socialdemokrat Mogens Camre valgt som Dansk Folkepartis første medlem af Europa-Parlamentet. Den socialdemokratisk ledede regering forsøgte en sortlistningsstrategi overfor partiet, markeret med statsminister Poul Nyrup Rasmussens berømte udtalelse ved Folketingets åbningsdebat i 1999: "Uanset, hvor mange anstrengelser man gør sig - set med mine øjne - stuerene, det bliver I aldrig." Udtalelsen kom som en reaktion på et forslag fra DF om, at hele familien skulle udvises, hvis en ung indvandrer begik kriminalitet.
Ved tripelvalget den 20. november 2001 – det samtidige valg til kommunalbestyrelser og amtsråd – fik DF 12 % af stemmerne svarende til 22 mandater og blev Folketingets tredjestørste parti. Samtidig fik Venstre, de Konservative og DF absolut flertal i Folketinget, og DF fungerede i de næste ti år som et normalt loyalt støtteparti for de skiftende VK-regeringer. Partiet fik gennemført en række stramninger af flygtninge- og indvandrerpolitikken og forskellige symbolladede initiativer som indførelsen af en ældrecheck til gengæld for at stemme for regeringens økonomiske politik inklusive forskellige sociale besparelser. Ved folketingsvalgene i 2005,
2007 og 2011 beholdt det en nogenlunde stabil tilslutning med henholdsvis 24, 25 og 22 mandater.
I september 2012 trådte Pia Kjærsgaard tilbage som partiformand og efterfulgtes af Kristian Thulesen Dahl.

### 2012-2021
Ved folketingsvalget i 2015 fik partiet sit bedste valg nogensinde. 21,1 % af vælgerne satte kryds ved Dansk Folkeparti, der dermed opnåede 37 mandater i Folketinget og blev det største parti i den blå blok. De kredse, hvor partiet var blevet størst, blev omtalt som Det gule Danmark efter partiets partifarve. Partiet gik dog ikke ind i en ny borgerlig regering, men blev en del af det parlamentariske grundlag for Regeringen Lars Løkke Rasmussen II og Regeringen Lars Løkke Rasmussen III. Partiet signalerede i de følgende år imidlertid også samarbejde med Socialdemokratiet på forskellige områder, både indenfor udlændingepolitikken og i den økonomiske politik.
Efter kommunalvalget i 2017 opnåede partiet sin første borgmesterpost nogensinde udenfor København, idet Karsten Nielsen blev borgmester på Læsø. I juni 2021 skiftede han dog parti til Venstre for at forøge sine chancer for genvalg.
Efter 2015 oplevede DF imidlertid en betydelig tilbagegang. Den såkaldte MELD- og FELD-sag, hvor personer fra partiet blev mistænkt for svindel med EU-midler, belastede partiet, og beslutningen om ikke at gå i regering blev i bagklogskabens lys betragtet som en fejltagelse, ligesom samarbejdet med socialdemokraterne med Thulesen Dahls ord i 2019 blev opfattet som "for bombastisk". Ved Europa-Parlamentsvalget 2019 tabte partiet tre af sine fire mandater, og ved folketingsvalget 2019 mistede det over halvdelen af sine folketingsmedlemmer. Med 8,7 % af stemmerne og 16 mandater blev partiet igen det tredjestørste parti efter Socialdemokratiet og Venstre.
Efter partiets efterfølgende dårlige resultat ved kommunalvalget i november 2021 meddelte Kristian Thulesen Dahl, at han ville stoppe som formand i januar 2022.

### Siden 2022
I januar 2022 blev Morten Messerschmidt valgt som ny formand med 499 stemmer mod henholdsvis 219 og 107 stemmer til modkandidaterne Martin Henriksen og Merete Dea Larsen. I de følgende måneder var der fortsat uro i partiet, og efterhånden forlod 11 af de daværende 16 folketingsmedlemmer partiet, herunder også den afgåede formand Kristian Thulesen Dahl. En række af de udmeldte folketingsmedlemmer tilsluttede sig i stedet det nye parti Danmarksdemokraterne, herunder den tidligere gruppeformand Peter Skaarup og partiets tidligere næstformand Søren Espersen.
Ved folkeafstemningen om EU-forsvarsforbeholdet argumenterede Dansk Folkeparti imod en afskaffelse.
Ved folketingsvalget 2022 fik DF sit hidtil dårligste valgresultat med 2,6% af stemmerne, hvilket resulterede i 5 mandater. Dette betød bl.a., at partiets næstformand René Christensen ikke blev genvalgt til Folketinget. I januar og februar 2023 blev folketingsgruppen dog forøget med partiskifterne Mikkel Bjørn og Mette Thiesen, der var blevet valgt ind for Nye Borgerlige ved folketingsvalget.

## Politisk profil
DF's mærkesager omfatter ifølge partiet selv en stram udlændinge- og integrationspolitik, forbedringer for ældre, syge og socialt udsatte, en stram retspolitik, bedre dyrevelfærd og en EU-politik under mottoet "mindre EU mere Danmark." Ved stiftelsen blev partiet betragtet som det mest højreorienterede i Folketinget, men er senere af både vælgere og af sig selv blevet betegnet som et midterparti. I hovedtræk går partiet ind for en restriktiv indvandringspolitik, mens det på økonomiske spørgsmål som velfærd ligger mere på midten. DF har tidligere selv haft udfordringer med at definere sig ideologisk. Selv betragter DF sig ikke bundet op på ideologi, men skrev i 2022 på sin hjemmeside, at der sikkert kunne findes både konservative, liberale og socialdemokratiske elementer i partiets program.
I den internationale forskning betegnes partiet sommetider som et radikalt højrefløjsparti. Det skyldes ikke, at partiet ligger til højre på begge de to politiske dimensioner (fordelingspolitik og værdipolitik), men at det lever op til tre karaktertræk, som i denne forbindelse definerer radikale højrefløjspartier, nemlig for det første en kombination af nationalisme og xenofobi, for det andet autoritarisme, dvs. at autoritative figurer og vægt på lov og orden prioriteres, og for det tredje populisme forstået som en anti-elite-retorik.

### Udlændingepolitik
DF har siden sin stiftelse i høj grad markeret sig med en restriktiv linje på udlændinge- og integrationsområdet. Partiet går ind for hjælp til flygtninge i nærområderne og indførelse af permanent grænsekontrol. Dansk Folkeparti har gennemført udlændingestramninger som støtteparti både under VK-regeringerne fra 2001-2011 og V- og senere VLAK-regeringen fra 2015-2019.

## Organisation
Dansk Folkeparti er kendt for at have en meget stærk topstyring af partiet, hvor kritik af partiet og især partiledelsen ikke er velkommen. Partiets hovedbestyrelse har ekskluderet såvel menige medlemmer som folkevalgte folketings- og kommunalbestyrelsesmedlemmer i løbet af partiets historie, bl.a. fordi disse offentligt havde kritiseret partiets politik og partiledelsen. Andre har meldt sig ud og er blevet løsgængere.. Blandt dem, der er blevet smidt ud, er medlemmer af en række højreorienterede grupperinger og organisationer. I 1999 blev 19 medlemmer af organisationen Dansk Forum ekskluderet.

### Internationalt samarbejde
Dansk Folkeparti har kun få internationale bånd til andre partier. I Europa-Parlamentet sad partiet i perioden 1999-2009 i gruppen Unionen for Nationernes Europa (UEN), men efter en gedigen opstramning af kravene til gruppestørrelser i parlamentet indgik partiet fra 2009 i en ny gruppe Europa for frihed og demokrati. 2014-2019 sad partiet i Gruppen af Europæiske Konservative og Reformister sammen med bl.a. de britiske konservative og det polske parti Lov og Retfærdighed. Fra 2019-2024 indgik DF i Gruppen Identitet og Demokrati (ID-gruppen), hvor de største medlemmer er Italiens Lega-parti, Rassemblement National fra Frankrig og det tyske Alternative für Deutschland. Efter europa-parlamentsvalget 2024 gik Dansk Folkeparti med i en ny gruppe kaldet "Patrioter for Europa", der bl.a. inkluderer Ungarske Fidesz og Frihedspartiet i Østrig og Holland.

### Netmedie
Dansk Folkeparti startede i 2018 netmediet Dit Overblik, hvis hensigt var at dække emner, som partiet mente fik for lidt opmærksomhed i de almindelige medier.

### Ungdomsorganisation
Partiets ungdomsorganisation er Dansk Folkepartis Ungdom, der blev stiftet i 1995 ligesom moderpartiet.

## Valgresultater

### Folketingsvalg
| Valg | Partiformand           | Stemmer | %     | Mandater | +/– | Regering    |
| ---- | ---------------------- | ------- | ----- | -------- | --- | ----------- |
| 1998 | Pia Kjærsgaard         | 252.429 | 7,4%  | 13 / 179 | 13  | Opposition  |
| 2001 | Pia Kjærsgaard         | 413.987 | 12,0% | 22 / 179 | 9   | Støtteparti |
| 2005 | Pia Kjærsgaard         | 444.947 | 13,3% | 24 / 179 | 2   | Støtteparti |
| 2007 | Pia Kjærsgaard         | 479.532 | 13,9% | 25 / 179 | 1   | Støtteparti |
| 2011 | Pia Kjærsgaard         | 436.726 | 12,3% | 22 / 179 | 3   | Opposition  |
| 2015 | Kristian Thulesen Dahl | 742.094 | 21,1% | 37 / 179 | 15  | Støtteparti |
| 2019 | Kristian Thulesen Dahl | 308.253 | 8,7%  | 16 / 179 | 21  | Opposition  |
| 2022 | Morten Messerschmidt   | 93.428  | 2,6%  | 5 / 179  | 11  | Opposition  |

### Europa-Parlamentsvalg
| Valg | Spidskandidat        | Gruppe | Stemmer | %     | Mandater | ±       |
| ---- | -------------------- | ------ | ------- | ----- | -------- | ------- |
| 1999 | Mogens Camre         | UEN    | 114.865 | 5,8%  | 1 / 16   | 1       |
| 2004 | Mogens Camre         | UEN    | 128.789 | 6,8%  | 1 / 14   | Uændret |
| 2009 | Morten Messerschmidt | UEN    | 357.942 | 15,3% | 2 / 13   | 1       |
| 2014 | Morten Messerschmidt | ECR    | 605.766 | 26,6% | 4 / 13   | 2       |
| 2019 | Peter Kofod          | ID     | 296.978 | 10,7% | 1 / 14   | 3       |
| 2024 | Anders Vistisen      | PE     | 155.875 | 6,4%  | 1 / 15   | Uændret |

### Kommunal- og regionsrådsvalg
| År               | Stemmer | Procent | Mandater    | Ændring |
| ---------------- | ------- | ------- | ----------- | ------- |
| 1997             | 144.408 | 5,1%    | 119 / 4.685 | 119     |
| 2001             | 188.452 | 5,4%    | 168 / 4.647 | 49      |
| Strukturreformen |         |         |             |         |
| 2005             | 169.902 | 5,9%    | 125 / 2.522 | 43      |
| 2009             | 226.410 | 8,1%    | 186 / 2.468 | 61      |
| 2013             | 315.250 | 10,12%  | 255 / 2.444 | 69      |
| 2017             | 277.656 | 8,74%   | 223 / 2.432 | 32      |
| 2021             | 126.388 | 4,09%   | 91 / 2.436  | 132     |

| År               | Stemmer | Procent | Mandater | Ændring |
| ---------------- | ------- | ------- | -------- | ------- |
| 1997             | 163.483 | 6,6%    | 21 / 374 | 21      |
| 2001             | 219.658 | 7,2%    | 24 / 374 | 24      |
| Strukturreformen |         |         |          |         |
| 2005             | 206.748 | 7,4%    | 14 / 205 | 10      |
| 2009             | 244.045 | 9,1%    | 19 / 205 | 5       |
| 2013             | 326.425 | 10,9%   | 23 / 205 | 4       |
| 2017             | 297.614 | 9,7%    | 21 / 205 | 2       |
| 2021             | 124.532 | 4,2%    | 6 / 205  | 15      |

## Ordførerskaber
| Navn                 | Ordførerskab          |
| -------------------- | --------------------- |
| Morten Messerschmidt | Politisk Ordfører     |
| Morten Messerschmidt | Energi                |
| Morten Messerschmidt | Forsyning             |
| Morten Messerschmidt | Klima                 |
| Morten Messerschmidt | Miljø                 |
| Peter Kofod          | Rets                  |
| Peter Kofod          | Skatte                |
| Peter Kofod          | Finans                |
| Peter Kofod          | Fiskeri               |
| Peter Kofod          | Landbrug              |
| Mette Thiesen        | Social                |
| Mette Thiesen        | Sundhed               |
| Mette Thiesen        | Børn                  |
| Mette Thiesen        | Familie               |
| Mette Thiesen        | Handicap              |
| Mette Thiesen        | Ytringfrihed          |
| Pia Kjærsgaard       | Dyrevelfærd           |
| Pia Kjærsgaard       | Udlændinge            |
| Pia Kjærsgaard       | Værdi                 |
| Pia Kjærsgaard       | Ældre                 |
| Pia Kjærsgaard       | Tyske mindretal       |
| Alex Ahrendtsen      | Forskning             |
| Alex Ahrendtsen      | Forsvar               |
| Alex Ahrendtsen      | Uddannelse            |
| Alex Ahrendtsen      | Undervisning          |
| Alex Ahrendtsen      | Europa                |
| Alex Ahrendtsen      | Gymnasie              |
| Alex Ahrendtsen      | Europarådet           |
| Alex Ahrendtsen      | Nordatlanten          |
| Nick Zimmermann      | Beskæftigelse         |
| Nick Zimmermann      | Erhverv               |
| Nick Zimmermann      | Bolig                 |
| Nick Zimmermann      | Erhvervsuddannelse    |
| Nick Zimmermann      | Transport             |
| Mikkel Bjørn         | Indfødsret            |
| Mikkel Bjørn         | Kultur                |
| Mikkel Bjørn         | Kommunal              |
| Mikkel Bjørn         | Indenrigs             |
| Mikkel Bjørn         | Kirke                 |
| Mikkel Bjørn         | Kongehus              |
| Mikkel Bjørn         | Ligestilling          |
| Mikkel Bjørn         | Medie                 |
| Mikkel Bjørn         | Idræt                 |
| Mikkel Bjørn         | Landdistrikter og øer |
| Mikkel Bjørn         | Det danske mindretal  |
| Mikkel Bjørn         | Nordisk samarbejde    |
| Anders Vistisen      | Udenrigs              |
| Anders Vistisen      | Udvikling             |

## Økonomi
I valgåret 2019 havde Dansk Folkeparti indtægter for 30 mio. kr. og udgifter for 27 mio. kr., hvoraf de 11 mio. kr. blev angivet at gå til udgifter i forbindelse med folketings- og Europaparlamentsvalgene det år.
Af indtægterne kom 2 mio. kr. fra medlemskontingenter, 24 mio. kr. var offentlig partistøtte, og 2 mio. kr. var bidrag fra organisationer, virksomheder og enkeltpersoner. Partiet modtog bidrag på over 20.900 kr. (grænsen for oplysningspligtige beløb) fra 4 bidragydere, heriblandt:
- A.P. Møller - Mærsk
- Dansk Erhverv

### Politisk erhvervsklub
I september 2022 meddelte Morten Messerschmidt, at Dansk Folkeparti havde oprettet en erhvervsforening på linje med andre eksisterende partiers pengeklubber.